# Nancy Vizurraga
Nancy Rosalie Vizurraga Torrejón (Lima, 7 de diciembre de 1956) es una política peruana. Es la primera mujer en ejercer como alcaldesa del distrito de San Isidro, desde el 1 de enero de 2023. Siendo elegida en las elecciones municipales de 2022 para el periodo 2023 - 2026.

## Biografía
Nació en Lima, el 7 de diciembre de 1956. Es hija de Moisés Vizurraga Alfaro y de Dora Torrejón Perea.
Realizó sus estudios primarios en el Colegio Rosa de Santa María y en la Escuela Primaria de Mujeres 531, ambos ubicados en el distrito de Breña. Posteriormente, volvió a su primer colegio para culminar la secundaria.
Hizo estudios de Relaciones industriales en la Universidad de San Martín de Porres en 1981. Asimismo, hizo una maestría en Derecho Constitucional en la Universidad Nacional Federico Villarreal.

## Labor política
Se inició en la política como candidata a regidora del Municipio de San Isidro, en las elecciones municipales de 1995, por el recién creado Movimiento Somos Lima de Alberto Andrade. Vizurraga logró ser elegida para el periodo municipal 1996 - 1998. Intentó ser reelegida por este mismo cargo, bajo las filas del movimiento fujimorista Vamos Vecino, sin embargo, no resultó reelegida.
Postuló nuevamente al cargo de regidora en las elecciones municipales del 2010, por el movimiento independiente, Independientes de Acción, no obstante, tampoco resultó elegida. Después, hizo lo mismo por el mismo cargo en las elecciones municipales del 2014, por el partido Solidaridad Nacional, donde tampoco resultó elegida. Finalmente, hizo lo mismo en las elecciones municipales del 2018, por Perú Patria Segura, donde llegó a entrar como accesitaria en 2020.

### Alcaldesa de San Isidro
Para las elecciones municipales del 2022, anunció su candidatura a la alcaldía del distrito de San Isidro, por el partido Renovación Popular, donde logró ser elegida para el periodo municipal 2023 - 2026. Nancy Vizurraga se convirtió en la primera mujer en ser elegida como alcaldesa de dicho distrito en la historia.

## Controversias
En julio del 2023, Vizurraga fue acusada, tras una investigación del programa Al estilo Juliana, de utilizar un vehículo municipal para ir a un centro de estética. Posteriormente, tras la denuncia periodística, generó polémicas al anunciar la prohibición de tomar fotos a ella y a altos funcionarios del municipio.
Asimismo, existe cuestionamiento sobre las contrataciones de más de 70 millones de soles, relacionados con obras públicas, mantenimiento de parques y jardines. Y la fiscalía de anticorrupción evalúa prisión preventiva por los acuerdos que benefician a empresas de su esposo y su desbalance patrimonial.